# الموسيقيون المكفوفون

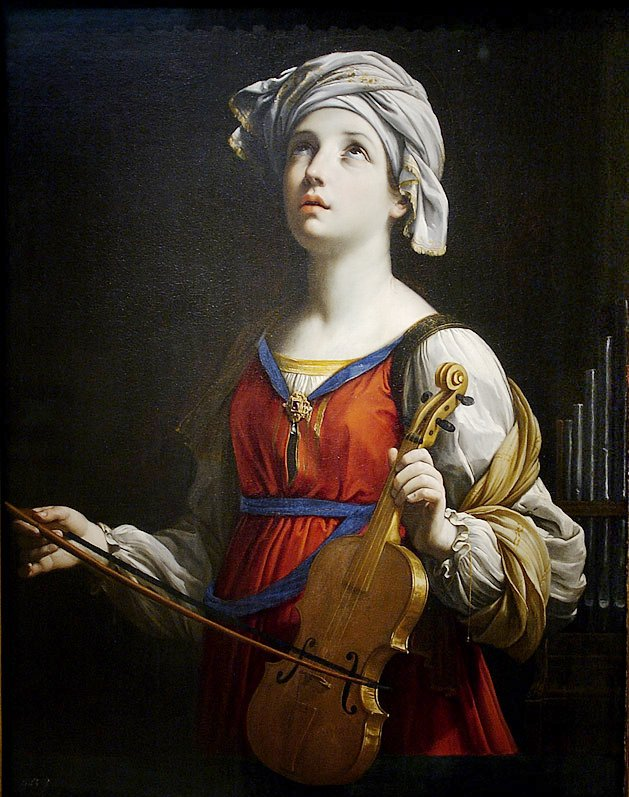
القديسة سيسيليا للفنان جويدو ريني، 1606

الموسيقيون المكفوفون هم مغنيون أو عازفون، أو في بعض الحالات مغنيون مرافقون، وهم مكفوفون قانونيًا.

## الصورة

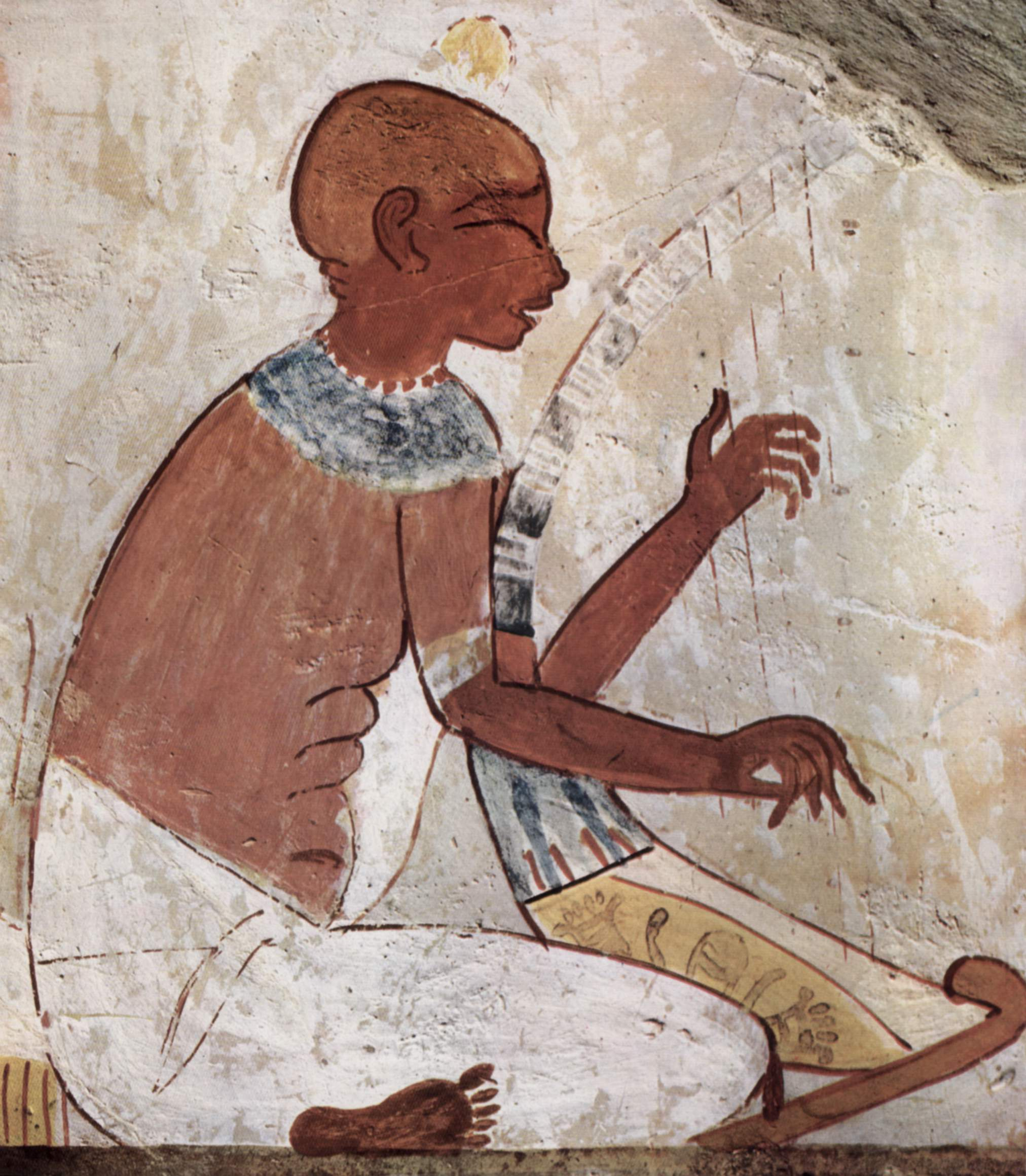
عازف قيثارة أعمى، من جدارية تعود إلى الأسرة الثامنة عشرة في مصر، القرن الخامس عشر قبل الميلاد

تشكل صورة الموسيقي الكفيف معيارًا مهمًا في العديد من الثقافات، حتى في الأماكن التي كان فيها تأثير الكفيف على الموسيقى محدودًا. إن فكرة هوميروس، الشاعر الأعمى، على سبيل المثال، كانت لها وجود طويل في التقاليد الغربية، على الرغم من أن أساسها في الحقيقة غير مؤكد. تم تصوير الكاهن والشاعر البريتوني الأسطوري كيان جوينتشلان في القرن السادس الميلادي وهو مسجون بعد أن تم اقتلاع عينيه لرفضه التحول إلى المسيحية وغنائه أنه لا يخاف الموت.
في كتابه «مغني الحكايات»، يشرح ألبرت لورد أنه وجد في يوغوسلافيا العديد من القصص عن الموسيقيين المكفوفين، ولكن قلة من الموسيقيين الحاليين كانوا مكفوفين بالفعل. لقد خاضت ناتالي كونونينكو تجربة مماثلة في تركيا، على الرغم من أن أحد الموسيقيين الأتراك الموهوبين، أشيك فيسيل، كان في الواقع أعمى. لقد ألهمت شعبية فكرة الموسيقي الكفيف العديد من الفنانين. رسم جون سينجر سارجنت لوحة قماشية عام 1912 استنادًا إلى هذا الموضوع، كما يمتلك جورج دي لا تور سلسلة كاملة من اللوحات المخصصة للموسيقيين المكفوفين.
ورغم أن فكرة الموسيقيين المكفوفين قد تكون أكثر انتشاراً من واقعهم، إلا أنه يظل صحيحاً أنه في العديد من النقاط في التاريخ وفي العديد من الثقافات المختلفة، قدم الموسيقيون المكفوفون، بشكل فردي أو كمجموعة، مساهمات مهمة في تطوير الموسيقى. وسيتم مناقشة بعض هذه المساهمات أدناه.
وقد ظهر أيضًا موسيقيون مكفوفون في الحرملك الإسلامي لتسلية الراعي وزوجاته.
استخدم روبرت هاينلين موضوع «الشاعر الأعمى» في رواية «التلال الخضراء للأرض» في الخيال العلمي.

## الموسيقيون المكفوفون في التقليد

### في الصين
كان عازف البلاط مهنة تقليدية للمكفوفين في الصين في العصور القديمة. أول موسيقي تم ذكره في المصادر الصينية هو شي كوانغ، وكان مؤديًا أعمى في القرن السادس قبل الميلاد. تزعم نقابات الموسيقيين المكفوفين والعرافين، التي كانت لا تزال موجودة في الصين خلال منتصف القرن العشرين، أنها كانت موجودة منذ عام 200 قبل الميلاد. وفي الآونة الأخيرة، واصلت مجموعات من الفنانين المكفوفين أداء عروضهم في مقاطعة زووكوان، ومن المفترض في مناطق أخرى أيضًا.
أحد أشهر الأعمال الموسيقية في الصين، «إركوان ينغيويه (القمر المنعكس في الربيع الثاني)»، تم تأليفه في النصف الأول من القرن العشرين بواسطة هوا يانجون، المعروف باسم «بلايند آه بينج».

### في اليابان
في اليابان، تم اختراع هيكي بيوا، وهو شكل من أشكال الموسيقى السردية، ونشره خلال فترة كاماكورا (1185–1333) من قبل الموسيقيين المتجولين المعروفين باسم بيوا هوشي، والذين كانوا في كثير من الأحيان مكفوفين. كان هؤلاء الموسيقيون يعزفون على آلة البيوا، وهي نوع من العود، ويسردون القصص، وأشهرها قصة الهايكي. كان الموسيقيون يُعرفون أحيانًا باسم «الكهنة العميان» لأنهم كانوا يرتدون أردية ويحلقون رؤوسهم، على الرغم من أنهم لم يكونوا في الواقع كهنة بوذيين.
كانت غوزي عبارة عن مجتمعات مماثلة من لاعبات الشاميسين والكوكيو ذوات الإعاقة البصرية، واللواتي سافرن في جميع أنحاء البلاد يغنين الأغاني ويتوسلن الصدقات.

### كوبزارس أوكرانيا
هناك تقليد طويل من الأداء من قبل الفنانين المكفوفين في أوكرانيا والمعروف باسم كوبزارستفو. على الأقل من عام 1800 إلى عام 1930 – وربما قبل ذلك بكثير أيضًا – كانت غالبية الموسيقيين المتجولين في أوكرانيا من المكفوفين. كانت الموسيقى جزءًا مهمًا من الثقافة. يمكن تدريب أولئك الذين لم يتمكنوا من العمل في مهن أخرى ليصبحوا شعراء محترفين، وغالبًا ما يشار إليهم باسم «كوبزار» (يمكن الإشارة إلى كل من عازفي البندورة والليرة بهذا اللقب). تم تقسيم هؤلاء المغنين العميان المتجولين إلى مجموعتين – عازفي الباندور، أو الكوبزار الذين يعزفون على الباندورا، والليرنيكس، الذين يعزفون على الليرا، وهي آلة هوردي جردية تعمل بالكرنك.
كان الكوبزار جزءًا مهمًا من التقاليد الشفوية في أوكرانيا. وفقًا لعالم الإثنوغرافيا ب. زيتيتسكي، كان يُعتقد أن الكوبزار كانوا في البداية من القوزاق الذين تم رصدهم، والذين ارتبطوا بشكل خاص بالأغاني الملحمية، أو الدوماس. يذكر كونونينكو أن الليرنيكس، من ناحية أخرى، كانوا من مغني الكنيسة المكفوفين الذين نظموا في نقابات غنوا الأغاني الدينية وكانوا مرتبطين غالبًا بالمتسولين. بحلول منتصف القرن التاسع عشر، اندمجت المجموعتان؛ وكلاهما غنت العديد من أنواع الأغاني المختلفة، وتم تنظيم الجميع في نقابات، وكانوا جميعًا مكفوفين.

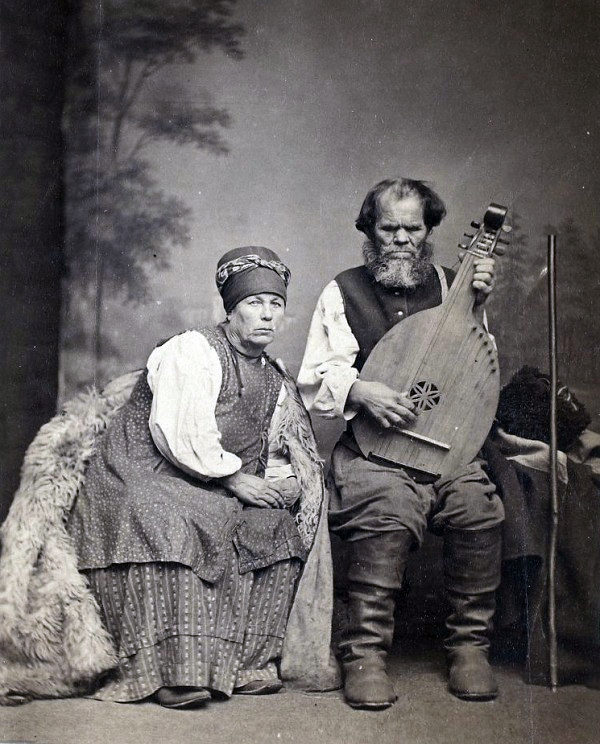
أوستاب فيريساي، أشهر كوبزار في القرن التاسع عشر، مع زوجته. مثل غيره من الكبزارين في عصره، كان فيريساي أعمى.

يحتل الكوبزار مكانة مركزية في الهوية الوطنية لأوكرانيا. زعم عالم الفولكلور إسماعيل سريزنيفسكي أن عازفي القوزاق الأوائل كانوا شهودًا حقيقيين للمعارك الكبرى التي غنوا عنها. كانت صورة المحاربين الشعراء الذين يغنون الملاحم شائعة للغاية، ونشأ تقليد مفاده أن المغنين القدماء العظماء كانوا من المحاربين القدامى الذين أصيبوا بالعمى بشجاعة في القتال. وقد أدى هذا بدوره إلى الاعتقاد بأن تقليد الكوبزار قد ضعف إلى حد كبير في القرن التاسع عشر، حيث أصبحت الأغاني التقليدية تغنى الآن من قبل أشخاص أشبه بالمتسولين من المحاربين. تشير كونونينكو إلى أنه لا يوجد أساس واقعي لهذه الصورة، وقد أظهر بحثها أن تقليد المنشدين كان لا يزال قويًا جدًا ومبدعًا حتى ثلاثينيات القرن العشرين.
وبما أن فن الكوبزار كان خاصًا باللغة وتضمن موضوعات تتعلق بموضوعات تاريخية تتعلق بماضي أوكرانيا، فقد كان المغنون المكفوفون في كثير من الأحيان محور الاضطهاد من قبل قوى الاحتلال، وفقًا للباحث ميخائيلو خاي. وصل هذا الاضطهاد إلى ذروته في عهد جوزيف ستالين في ثلاثينيات القرن العشرين، عندما سحقت الحكومة الشيوعية في الاتحاد السوفييتي العديد من أشكال التعبير الثقافي الأوكراني. في أواخر ثلاثينيات القرن العشرين، أُلقي القبض على العديد من عازفي الباندور، وأُعدم بعضهم رمياً بالرصاص. تم اكتشاف وثائق تشير إلى أن عازف الباندور الشهير هنات خوتكفيتش تم إعدامه في عام 1938، وأن الكوبزار الأعمى إيفان كوتشرينكو تم إعدامه رمياً بالرصاص في عام 1937.
تزعم مصادر عديدة أن مذبحة منظمة واسعة النطاق وقعت للموسيقيين الأوكرانيين المكفوفين في ثلاثينيات القرن العشرين، على الرغم من أن هذا لم يتم تأكيده بالوثائق الرسمية، ومعظم تفاصيل الحادث (بما في ذلك السنة والمكان وطريقة الإعدام) لا تزال موضع نزاع. اختفت العروض المسرحية التقليدية العمياء إلى حد كبير بحلول أواخر ثلاثينيات القرن العشرين.
اليوم، يتم تنفيذ ذخيرة الكوبرز التقليدية من قبل المؤدين المبصرين والمتعلمين. خلال بحثها في أوكرانيا، وجدت كونونينكو مؤديًا شعبيًا واحدًا أعمى للأغاني القديمة، وهو رجل يُدعى بافلو سوبرون، الذي درس العزف على الباندورا والصوت في معهد كييف الحكومي للموسيقى.

### الموسيقيون الأيرلنديون التقليديون
خلال العصور الوسطى وأوائل العصر الحديث، سافر عازفو القيثارة، وعازفو المزمار، وغيرهم من الموسيقيين حول أيرلندا، لتقديم الموسيقى للرقصات والمناسبات الأخرى. كما هو الحال في أوكرانيا، كان العديد من الموسيقيين الإيرلنديين مكفوفين. كان من الشائع تعليم الأطفال المكفوفين أو المعاقين العزف على آلة موسيقية كوسيلة لدعم أنفسهم، لأنهم لم يتمكنوا من القيام بالأعمال الشاقة.
أشهر هؤلاء الموسيقيين المكفوفين، هاربر تورلو أوكارولان، ألف العديد من الألحان التي أصبحت جزءًا من الذخيرة التقليدية، بما في ذلك «سيد بيج سيد مور» و«كونشرتو كارولان».
ومن بين الآخرين إيوغين أو سيانين (1540)، نيكولاس دال بيرس (1601)، ويليام فيتز روبرت باري (1615)، رويدري دال أو كاثان (توفي 1653)، هيغينز من تيراولي (القرن الثامن عشر)، ومارتن أورايلي (1829–1904).

### عازفو الأرغن المكفوفون في أوروبا
هناك تقليد طويل من عازفي الأرغن المكفوفين، بما في ذلك لويس برايل نفسه. في القرن العشرين كان بعض أعظم عازفي الأرغن مكفوفين، ومن بينهم عالم باخ الألماني الكبير والمعلم هيلموت والشا (1907–1991)، وعدد من عازفي الأرغن والملحنين الفرنسيين البارزين للأرغن ومنهم لويس فييرن (1870–1937)، وأندريه مارشال (1894–1980)، وجاستون ليتاز (1909–1991)، وجان لانجليه (1907–1991)، فضلاً عن أحد عازفي الأرغن الحاليين في نوتردام دي باريس، جان بيير ليجواي (مواليد 1939). كما أنتجت إنجلترا عازفي أورغن مكفوفين بارعين في القرنين الثامن عشر والتاسع عشر والعشرين، ومن بينهم جون ستانلي (1712–1786)، وجون بوركيس (1781–1849)، وجورج وارن (1792–1868)، وويليام وولستنهولم (1865–1931)، وألفريد هولينز (1865–1942)، وديفيد أ. ليدل (مواليد 1960)، وكان الأخير أحد طلاب مارشال والذي يتمتع حاليًا بمسيرة أداء دولية. ومع ذلك، فإن هذا التقليد يعود إلى ما هو أبعد من ذلك: إلى الإيطالي فرانشيسكو لانديني (؟ – 1397) في القرن الرابع عشر، وأستاذ الباروك الإسباني أنطونيو دي كابيزون (1510–1566). قد يزعم البعض أن حتى يوهان سيباستيان باخ وجورج فريدريك هاندل، اللذين فقدا بصرهما في أواخر حياتهما ولكن من المفترض أنهما استمرا في العزف والتأليف، يجب أن يُدرجا في هذه المناقشة، إلى جانب عازف الأرغن الأمريكي الشهير جورج رايت (1920–1998)، الذي فقد بصره أيضًا في أواخر حياته ولكنه استمر في تقديم الحفلات الموسيقية وإجراء التسجيلات الصوتية حتى وفاته. فازت المؤلفة الموسيقية الكفيفة فرانسيس ماكولين (1892–1960) بجائزة كليمسون من نقابة عازفي الأرغن الأمريكية في عام 1918. درست العزف على الأرغن مع موسيقي أعمى آخر، ديفيد دافيلد وود (1838–1910)، عازف الأرغن في كنيسة القديس ستيفن الأسقفية في فيلادلفيا لسنوات عديدة.

### موالفات البيانو العمياء
في فرنسا وإنجلترا في القرن التاسع عشر، كان معدو البيانو غالبًا ما يكونون مكفوفين. يُعتقد أن أول من قام بضبط البيانو أعمى هو كلود مونتال، الذي علم نفسه كيفية ضبط البيانو أثناء دراسته في المعهد الوطني للشباب الأعمى في عام 1830. في البداية كان معلمو مونتال متشككين، إذ شككوا في قدرة رجل أعمى على أداء المهام الميكانيكية اللازمة. كانت مهارة مونتال لا يمكن إنكارها، ومع ذلك، سرعان ما طُلب منه تدريس الفصول الدراسية في ضبط النوتات الموسيقية لزملائه الطلاب. وفي نهاية المطاف، تغلب أيضًا على التحيز العام، وحصل على العديد من الوظائف المرموقة كمضبط موسيقي للأساتذة والموسيقيين المحترفين. مهد نجاح مونتال الطريق أمام غيره من المعاونين المكفوفين، سواء في فرنسا أو في إنجلترا، حيث تم اعتماد نموذج مونتال وطرق التدريس الخاصة به من قبل توماس رودس أرميتاج. أصبحت صورة عازف البيانو الكفيف اليوم راسخة في الأذهان لدرجة أن الناس في إنجلترا يعبرون أحيانًا عن دهشتهم عندما يقابلون عازف بيانو يستطيع الرؤية. تظل منظمة موالفات البيانو المكفوفين نشطة في بريطانيا.

### موسيقى البلوز الريفية الأمريكية
لقد قدم الموسيقيون المكفوفون مساهمة كبيرة في الموسيقى الشعبية الأمريكية. وهذا صحيح بشكل خاص في موسيقى البلوز، والإنجيل، والجاز، وغيرها من الأشكال الموسيقية التي يهيمن عليها الأمريكيون الأفارقة – ربما لأن التمييز في ذلك الوقت جعل من الصعب على المكفوفين السود العثور على عمل آخر.[بحاجة لمصدر] على أية حال، فإن الإنجاز الذي حققه الأمريكيون الأفارقة المكفوفون في مجال الموسيقى واسع النطاق. كان أول عازف بيانو مسجل في البراميل المقدسة هو أريزونا دراينز، وكان أعمى، كما كان الحال مع آل هيبلر، وراي تشارلز، أحد أهم الشخصيات في نشأة موسيقى السول. كان آرت تاتوم، الذي يُشار إليه عادةً باعتباره أعظم عازف بيانو جاز على مر العصور، أعمى تقريبًا أيضًا. سجل ستيفي وندر، الذي ولد كفيفًا، أكثر من ثلاثين أغنية من أفضل عشرة أغاني في الولايات المتحدة وفاز باثنين وعشرين جائزة جرامي (أكبر عدد فاز به فنان منفرد في التاريخ).
ومع ذلك، لا يزال الموسيقيون السود المكفوفون مرتبطين بقوة بموسيقى البلوز الريفية. كان أول مؤدي ناجح لموسيقى البلوز الريفية من الذكور، بلايند ليمون جيفيرسون، أعمى، كما كان العديد من موسيقيي البلوز الريفيين الآخرين، بما في ذلك بلايند ويلي ماكتيل، وبلايند ويلي جونسون، وسوني تيري، وبلايند بوي فولر، وبلايند بليك، والقس غاري ديفيس. أصبحت شخصية عازف البلوز الريفي الأعمى رمزًا بارزًا لدرجة أنه عندما أراد إيدي لانج، عازف الجيتار الجاز المبصر، اختيار اسم مستعار أسود لأغراض تسجيل أسطوانات البلوز مع لوني جونسون، استقر بشكل طبيعي على اسم ويلي دان الأعمى. كان بن كوفينجتون المزيف معروفًا بتظاهره بالعمى. جون ويليام بون، المعروف باسم «بون الأعمى»، كان عازف بيانو أمريكي مهم وملحن موسيقى الراغتايم.

## الموسيقيون الأفراد المكفوفون في التاريخ
- شي كوانج  [لغات أخرى]‏
- فرانشيسكو لانديني[الإنجليزية]
- أنطونيو دي كابيزون[الإنجليزية]
- خواكين رودريغو
- رودولف براون
- إيرين فوريسون[الإنجليزية]
- تورلو أوكارولان
- فريدريش لودفيج دولون[الإنجليزية]
- ميتشيو مياجي[الإنجليزية]
- تاكاهاشي شيكوزان[الإنجليزية]

## الموسيقيون المكفوفون المعاصرون
روني ميلساب هو مغني وكاتب أغاني وموسيقي أمريكي. بدأ مسيرته الفنية كفنان R&B وSoul، لكنه اشتهر بمسيرته الموسيقية الريفية والبوب. كان جيف هيلي مغنيًا وعازف جيتار في موسيقى البلوز والروك الكندية، حائزًا على جائزة جونو ومرشحًا لجائزة جرامي، وقد اكتسب شهرة موسيقية وشخصية، لا سيما في الثمانينيات والتسعينيات. كان عازف الجيتار وكاتب الأغاني الأمريكي، دوك واتسون، أعمى قبل عيد ميلاده الأول بسبب عدوى في العين، وأصبح موسيقيًا مؤثرًا في موسيقى البلوجراس والموسيقى الشعبية الأمريكية، وهو معروف بمهاراته الماهرة في العزف على الجيتار بالإضافة إلى معرفته الواسعة بالأغاني الأمريكية التقليدية.
مغني البوب الإيطالي أندريا بوتشيلي، الذي ولد بمرض الجلوكوما الخلقي وفقد بصره تمامًا في سن الثانية عشرة، بعد حادث كرة قدم، هو المغني الأكثر مبيعًا في تاريخ الموسيقى الكلاسيكية، بمبيعات عالمية تجاوزت 70 مليون نسخة.
في عام 2009، أصبح الياباني نوبويوكي تسوجي، في العشرين من عمره، أول عازف بيانو أعمى يفوز بالجائزة الكبرى في مسابقة دولية كبرى، وهي مسابقة فان كليبورن الدولية الثالثة عشرة للبيانو. وقد حصل أيضًا على جائزة بيفرلي تايلور سميث لأفضل أداء لعمل جديد. لعب جميع دراسات فريدريك شوبان الاثنتي عشرة Op. 10 كجزء من أدائه في التصفيات التمهيدية. ولد تسوجي أعمى، وقد طور أسلوبه الخاص لتعلم أعمال البيانو الكلاسيكية المعقدة. وبفضل مقاطع الفيديو الخاصة بأدائه على البيانو والتي يمكن مشاهدتها على نطاق واسع على شبكة الإنترنت، فإن فوز تسوجي في المسابقة جعله يحظى بشهرة عالمية. اعتبارًا من عام 2010، تضمنت قائمة أغاني تسوجي عشرة أقراص مضغوطة، بعضها بيع منه أكثر من 100000 نسخة. باعتباره أحد الفائزين بجائزة فان كليبورن، كان تسوجي يؤدي عروضًا في حفلات موسيقية في جميع أنحاء العالم.
أحد أبرز موسيقيي الكارناتيك المكفوفين في جنوب الهند هو السيد شاندراسيكاران ‏، أستاذ الكمان الذي حصل على بعض أعلى الجوائز من العديد من المؤسسات الموسيقية في الهند. تمتد مسيرته الموسيقية لأكثر من ستة عقود وقد سافر لتقديم عروض في العديد من المهرجانات الموسيقية في جميع أنحاء الهند والعالم.
رافيندرا جين (28 فبراير 1944 – 9 أكتوبر 2015) كان ملحنًا موسيقيًا وكاتب أغاني ومغنيًا هنديًا ولد كفيفًا. بدأ حياته المهنية في أوائل السبعينيات، وقام بالتأليف لأفلام ناجحة مثل تشور ماشاي شور (1974)، و جيت غاتا تشال (1975)، و تشيتشور (1976)، وأنكيون كي جاروخون سي (1978). قام بتأليف الموسيقى للعديد من الأفلام والبرامج التلفزيونية المستندة إلى الملاحم الهندوسية، بما في ذلك فيلم رامايان (1987) للمخرج راماناند ساجار. حصل على جائزة بادما شري، رابع أعلى جائزة مدنية لجمهورية الهند في عام 2015 لمساهمته في الفنون.

## أخرى
- نعمة أوفور[الإنجليزية]
- الأولاد المكفوفون في ألاباما
- شارلوت
- جورج شيرينج[الإنجليزية]
- خوسيه فيليسيانو
- لاتشي
- مووندوغ
- راي تشارلز
- رولاند كيرك
- ستيفي وندر
- ماركوس روبرتس